# Howard Lincoln
Howard Charles Lincoln, né le 14 février 1940 à Oakland en Californie, est un ancien président-directeur général de Nintendo of America. Il est le président et le chief executive officer de l'équipe de baseball des Mariners de Seattle, représentant le propriétaire majoritaire Hiroshi Yamauchi.

## Cinéma
Il est interprété par Ben Miles dans le film Tetris (2023) de Jon S. Baird.